# Congresso Geral Nacional (Líbia)
O Congresso Geral Nacional (CGN) (em árabe: المؤتمر الوطني العام, al-Mu’tamar al-Waṭanī al-‘āmm) é a instituição política provisória que representa o Poder Legislativo da Líbia em substituição do Conselho Nacional de Transição, órgão temporário que desempenhou as funções governamentais após a queda do regime político de Muammar Gaddafi em 2011, e que estará em funcionamento até que seja aprovada a nova constituição da República da Líbia e seja eleito um parlamento definitivo.
Após a realização da primeira sessão do CGN, o Conselho Nacional de Transição foi automaticamente dissolvido, e o Congresso Nacional Geral elegeu o Gabinete governamental da República da Líbia, ou seja, o Executivo.

## Atribuições
Esta instituição política foi criada por meio da Declaração Constitucional de 2011, expedida pelo Conselho Nacional de Transição na cidade de Benghazi. Ela se encontra prevista no artigo 30 da Declaração que prevê algumas competências como:
a) Eleger os membros do Poder Executivo líbio;
b) Aprovar o anteprojeto de constituição política e submetê-lo a referendo popular;
c) Elaborar uma lei eleitoral em conformidade com a nova constituição do país;
d) Reformar a Comissão Nacional Eleitoral;
e) Homologar os resultados das eleições e convocar o parlamento eleito para a sua primeira sessão.

Na atualidade tem havido um debate nos meios líbios sobre o papel do CGN na constituinte. A controvérsia consiste na forma como o  Congresso Geral Nacional deveria eleger uma assembléia constituinte: se com integrantes do próprio CGN ou escolhendo cidadãos desvinculados do CGN.

## Composição
O Congresso Geral Nacional é composto por 200 membros sendo que 80 destes lugares reservados a pessoas filiadas a um partido político e 120 destes lugares deverão ser ocupados por políticos independentes, ou seja, desvinculados de um partido político.

### Membros por partido
| Partido                                                       | Votos     | %    | Assentos |
| ------------------------------------------------------------- | --------- | ---- | -------- |
| Aliança das Forças Nacionais (AFN)                            |           | 48.8 | 39       |
| Justiça e Construção (JC)                                     |           | 21.3 | 17       |
| Frente Nacional (FN)                                          |           | 3.8  | 3        |
| Partido Wadi Al-Hayah pela Democracia e Desenvolvimento (WAH) |           | 2.5  | 2        |
| União pela Pátria (UPP)                                       |           | 2.5  | 2        |
| Partido Líbio do Centro (PLC)                                 |           | 2.5  | 2        |
| Outros partidos/blocos                                        |           | 18.8 | 15       |
| Independentes                                                 |           |      | 120      |
| Inválidos/brancos votos                                       |           | –    | –        |
| Total                                                         |           | 100  | 200      |
| Eleitores registrados                                         | 2,865,937 |      | –        |

## Sede
A sede definitiva do Legislativo líbio ainda não foi decidido, mas tem sido proposto que a sede do novo parlamento seja estabelecida no complexo de Bab al-Aziziya, localizado em Trípoli. Como medida provisória, o Congresso Geral Nacional deve se reunir no Hotel Rixos Al Nasr em Trípoli.
O prédio que abrigava a sede do antigo corpo "legislativo" líbio durante o regime de Muammar Gaddafi, o Congresso Geral do Povo, foi incendiado durante a Guerra Civil Líbia.